# Fitz-James
Fitz-James är en kommun i departementet Oise i regionen Hauts-de-France i norra Frankrike. Kommunen ligger i kantonen Clermont som tillhör arrondissementet Clermont. År 2022 hade Fitz-James 2 546 invånare.

## Befolkningsutveckling
Antalet invånare i kommunen Fitz-James
| Referens: INSEE |